# Christian Steetz
Christian Steetz (* 28. Oktober 1709 in Hamburg; † 14. Mai 1741 ebenda) war ein deutscher Jurist und Dichter.

## Leben
Christian Steetz wurde als Sohn des Kaufmanns Joachim Steetz und seiner Frau Sara geb. Hintze geboren. Er studierte Jura, wurde 1735 in Utrecht als Lizenziat der Rechte promoviert, und ließ sich in Hamburg als Advokat nieder. 1741 starb er unverheiratet.
Steetz ist vermutlich der Dichter, der 1726 (also im Alter von etwa 17 Jahren) zwei Kantaten-Texte verfasste, die Georg Philipp Telemann in seinem Kantatenjahrgang Harmonischer Gottes-Dienst vertonte:
- Schau nach Sodom nicht zurücke (14. Sonntag nach Trinitatis), TVWV 1:1243[3]
- Ich sprach in meinem (16. Sonntag nach Trinitatis), TVWV 1:864 (Komposition verschollen)[4]

## Werke
- Disp. iur. inaug. de instrumento recognitionis [vulgo vom Connossement]. Trajectum ad Rhenum [= Utrecht] 1735 (Digitalisat in der Google-Buchsuche).